# Ellen Johnson-Sirleaf

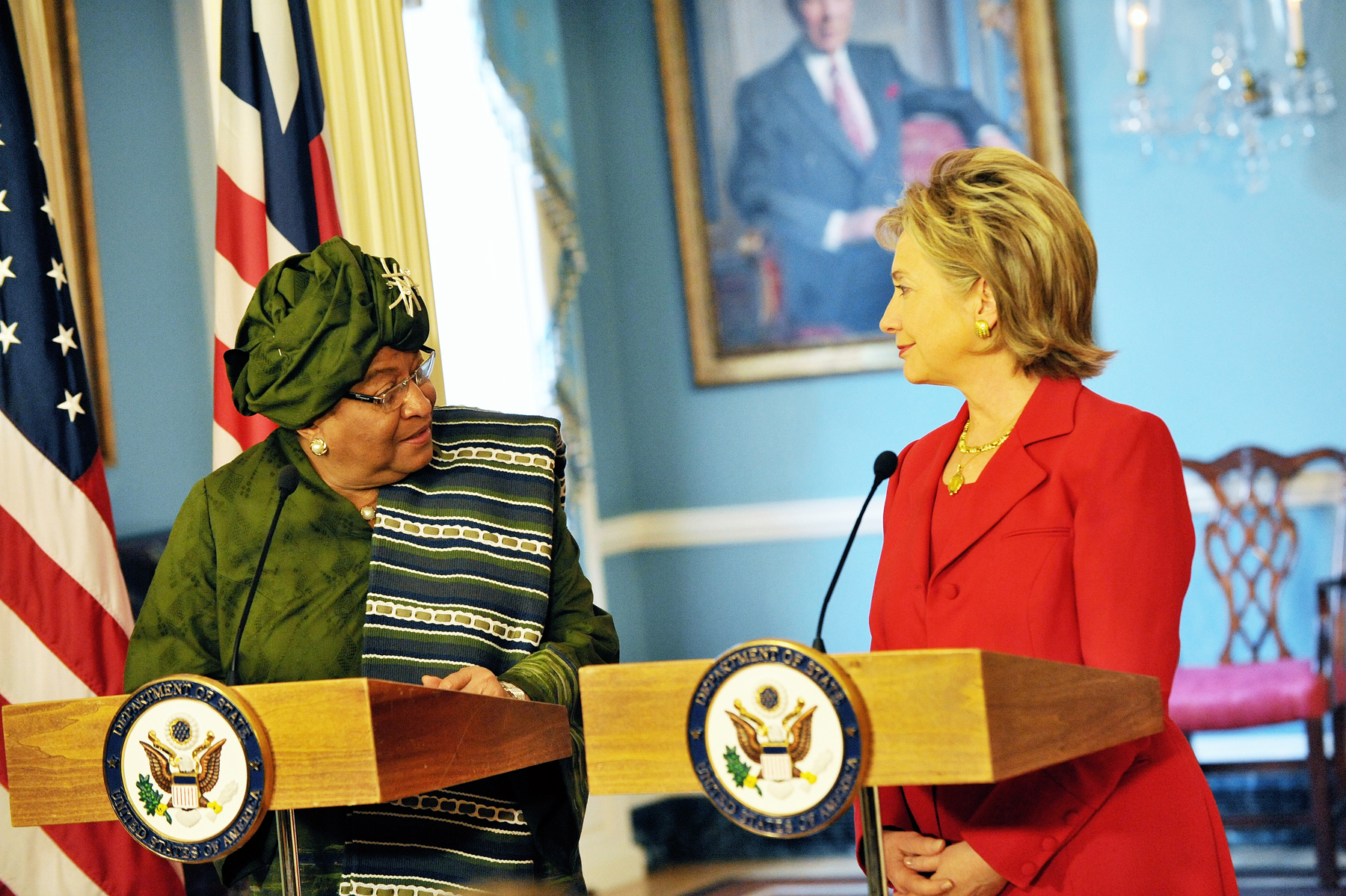
Ellen Johnson-Sirleaf i Hillary Clinton. (2009)

Ellen Eugenia Johnson-Sirleaf (ur. 29 października 1938 w Monrovii) – liberyjska ekonomistka i działaczka polityczna, prezydent Liberii od 16 stycznia 2006 do 22 stycznia 2018, laureatka Pokojowej Nagrody Nobla w 2011.

## Życiorys
Studiowała na Harvardzie. W latach 1972–1973 pełniła funkcję sekretarza stanu w Ministerstwie Finansów, a od 1980 ministra finansów w rządzie prezydenta Williama Tolberta. Straciła stanowisko rządowe w 1985, kiedy w kampanii wyborczej do Senatu skrytykowała reżim wojskowy; spędziła wówczas krótki czas w więzieniu. Zmuszona do emigracji, pracowała w bankowości, m.in. afrykańskich strukturach Banku Światowego i Citibanku.
Powróciła do Liberii w 1997 i zaangażowała się w działalność polityczną. Stojąc na czele Partii Jedności, działała w opozycji do Charlesa Taylora, mimo że wcześniej wspierała go podczas rebelii przeciw prezydentowi Samuelowi Doe. W wyborach prezydenckich w 1997 uzyskała jednak zaledwie 10% poparcia (przy 75% głosów na Taylora). Przyczyniła się do ustąpienia Taylora w sierpniu 2003 i współpracowała z rządem tymczasowym. Stanęła do wyborów prezydenckich jesienią 2005, w I turze zajęła drugie miejsce za byłym piłkarzem George'em Weahem, ale w II turze (w listopadzie) odniosła zwycięstwo, stając się pierwszą kobietą – zwyciężczynią wyborów prezydenckich w Afryce. Została zaprzysiężona 16 stycznia 2006. W wyborach prezydenckich w 2011 została wybrana na drugą, 6-letnią kadencję.
5 listopada 2007 została odznaczona przez prezydenta Stanów Zjednoczonych George W. Busha Prezydenckim Medalem Wolności.
Od 4 czerwca 2016 do 7 czerwca 2017 pełniła funkcję przewodniczącej Rady Szefów Państw i Rządów ECOWAS. Funkcję tę sprawowała jako pierwsza kobieta na tym stanowisku oraz pierwsza reprezentantka Liberii.

## Odznaczenia
- Dama Wielki Komandor Orderu Wybawienia Afryki (1980)[5]
- Komandor Orderu Mono (Togo, 1996)[5]
- Prezydencki Medal Wolności (Stany Zjednoczone Europy, 2007)[3]
- Krzyż Wielki Legii Honorowej (Francja, 2012)[6]
- Order Złotego Serca I Klasy (Kenia, 2015)[7]
- Łańcuch Orderu Pro Merito Melitensi (Zakon Maltański, 2014)[8]
- Krzyż Wielki Narodowego Orderu Wybrzeża Kości Słoniowej (Wybrzeże Kości Słoniowej, 2017)[9]
- Wielce Starożytny Order Welwiczji Przedziwnej (Namibia, 2018)[10]
- Złoty Order Towarzyszy O. R. Tambo (Południowa Afryka, 2018)[11]